# Andreas Altomonte
Andreas Altomonte (1699–12. června 1780 Vídeň) byl rakouský architekt činný ve Vídni a v Čechách, kde projektoval světské a sakrální stavby pro přední šlechtické rody, zejména pro Schwarzenbergy. 

## Život
Místo ani přesné datum narození budoucího architekta nejsou známé. Narodil se v rodině malíře Martina Hohenberga. Ten údajně pocházel z oblasti Neapole a své příjmení si časem poitalštil (hoher Berg = Alto monte = vysoká hora). Jeho syn Andreas vystudoval akademii ve Vídni, kde se věnoval hlavně kresbě a dekoracím. V roce 1738 byl jmenován císařským komorním a divadelním kreslířem. Od roku 1759 byl dvorním stavitelem ve Vídni a od roku 1763 dvorním malířem divadelních kulis. Andreův starší bratr Bartolomeo byl významný malíř fresek, stejně jako jejich otec.

## Dílo
Altomonte byl činný v Čechách a v Rakousku. V Čechách byli jeho hlavními zadavateli příslušníci významných šlechtických rodů: Schwarzenbergové a Lobkovicové. Ve své tvorbě vycházel z barokního klasicismu.
Schwarzenberská kapitola jeho tvorby je spjatá především s Českým Krumlovem. Za Josefa I. Adama ze Schwarzenbergu zde došlo v polovině 18. století k rozsáhlé úpravě zámku. Altomonte byl jmenovaný knížecím stavebním ředitelem. Ve 40. letech 18. století zde navrhl francouzský park, inspirovaný zahradou v Schönbrunnu. Později, v roce 1762, navrhl terasu, do níž zakomponoval Neptunovu fontánu, bazény a balustrády s mytologickými plastikami a vázami. V letech 1755–1757 byl podle jeho projektu přestavěn, už v rokokovém stylu, Letohrádek Bellarie. V areálu krumlovského zámku Altomonte rovněž navrhl budovu zimní jízdárny, která se stavěla v letech 1744–1745. Podle Altomontova návrhu vznikla také vyřezávaná knížecí lóže a hudební kruchta v Maškarním sále.  Někteří autoři připisují autorství skici k nástěnné malbě karnevalového výjevu v redutním sále zámku Altomontemu. Na zámku jsou vystaveny pozlacené sáně z roku 1745, které Altomonte navrhl. Ve vnitřním městě přestavoval budovu prelatury v dnešní Horní ulici čp. 155. Se Schwarzenbergy má nepochybně souvislost i Altomontem navržený hlavní oltář v kostele Nanebevzetí Panny Marie v Kájově, na jehož vrcholu je umístěn schwarzenberský erb.
Další stavbu pro Schwarzenbergy realizoval Altomonte v Postoloprtech. Josef Adam Schwarzenberg ho pověřil stavbou nového kostela, zasvěceného Nanebevzetí Panny Marie. Základní kámen ke stavbě byl položen 13. října 1746, 16. září 1743 byl kostel vysvěcen. Vzorem byl architektovi o dvacet let starší kostel sv. Jana Křtitele v hornorakouském městě Groß-Siegharts. Takřka shodné je jak průčelí, tak půdorys. Altomonte také prováděl drobnější úpravy postoloprtského zámku. Podle jeho návrhu bylo již nedochovanými freskami vyzdobeno několik místností vedle jídelny.
Další dvě Altomontovy stavby vznikly na lobkovických panstvích. Je to přestavba původně románského kostela svatého Jiljí v Bečově u Mostu, provedená po roce 1751, a nedokončená hraběcí kaple poblíž zámku Jezeří, stavěná od roku 1753 pro knížete Ferdinanda Josefa z Lobkowicz.
Ve Vídni pracoval Altomonte rovněž pro Josefa Adama Schwarzenberga. V letech 1751–1752 se podle jeho projektu stavěla jízdárna při Schwarzenberském paláci, přestavěná ve 20. letech 20. století. Altomontovým dílem je rovněž hlavní portál kostela svatého Petra ve Vídni z téže doby.

## Galerie – Český Krumlov

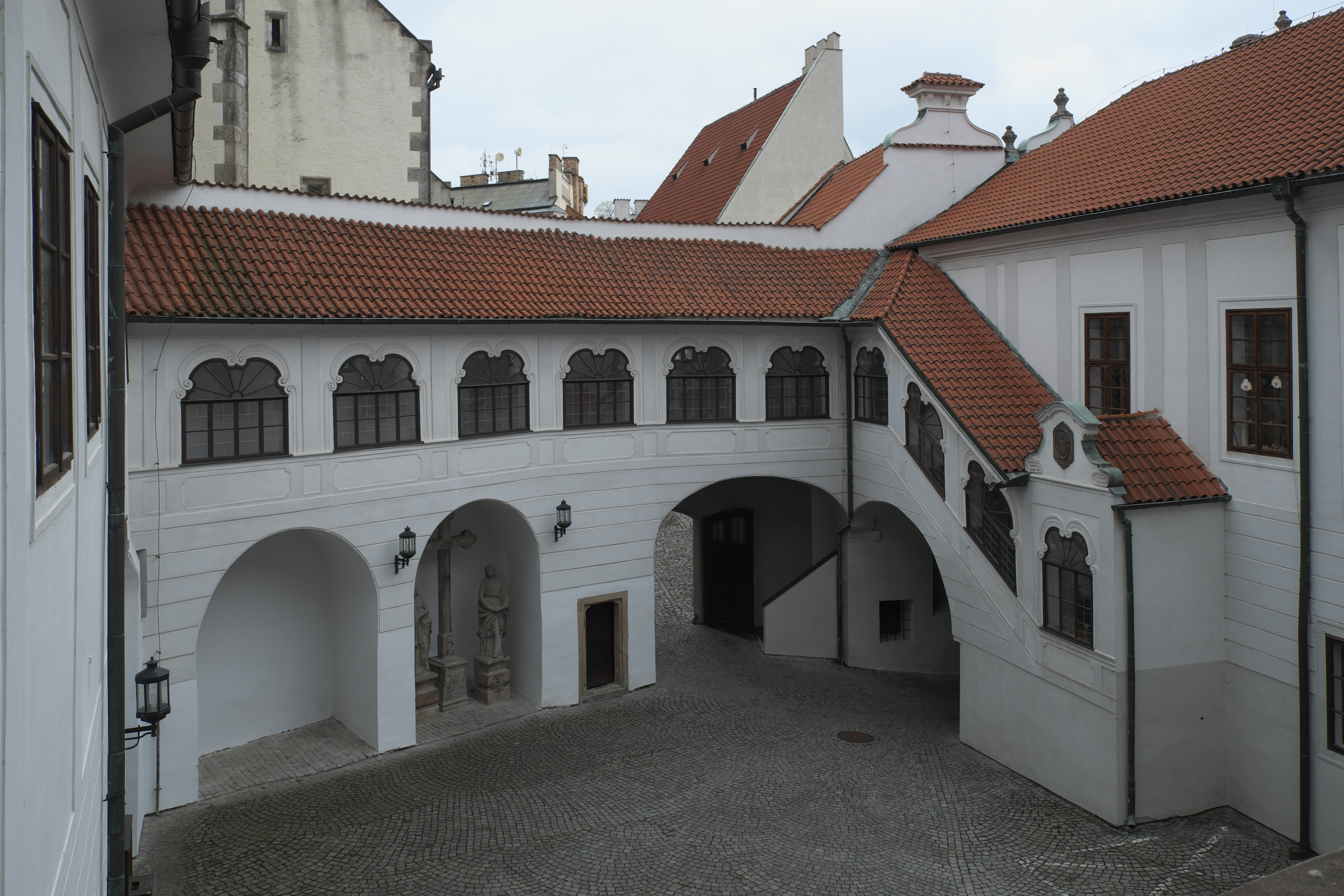
Bývalá prelatura
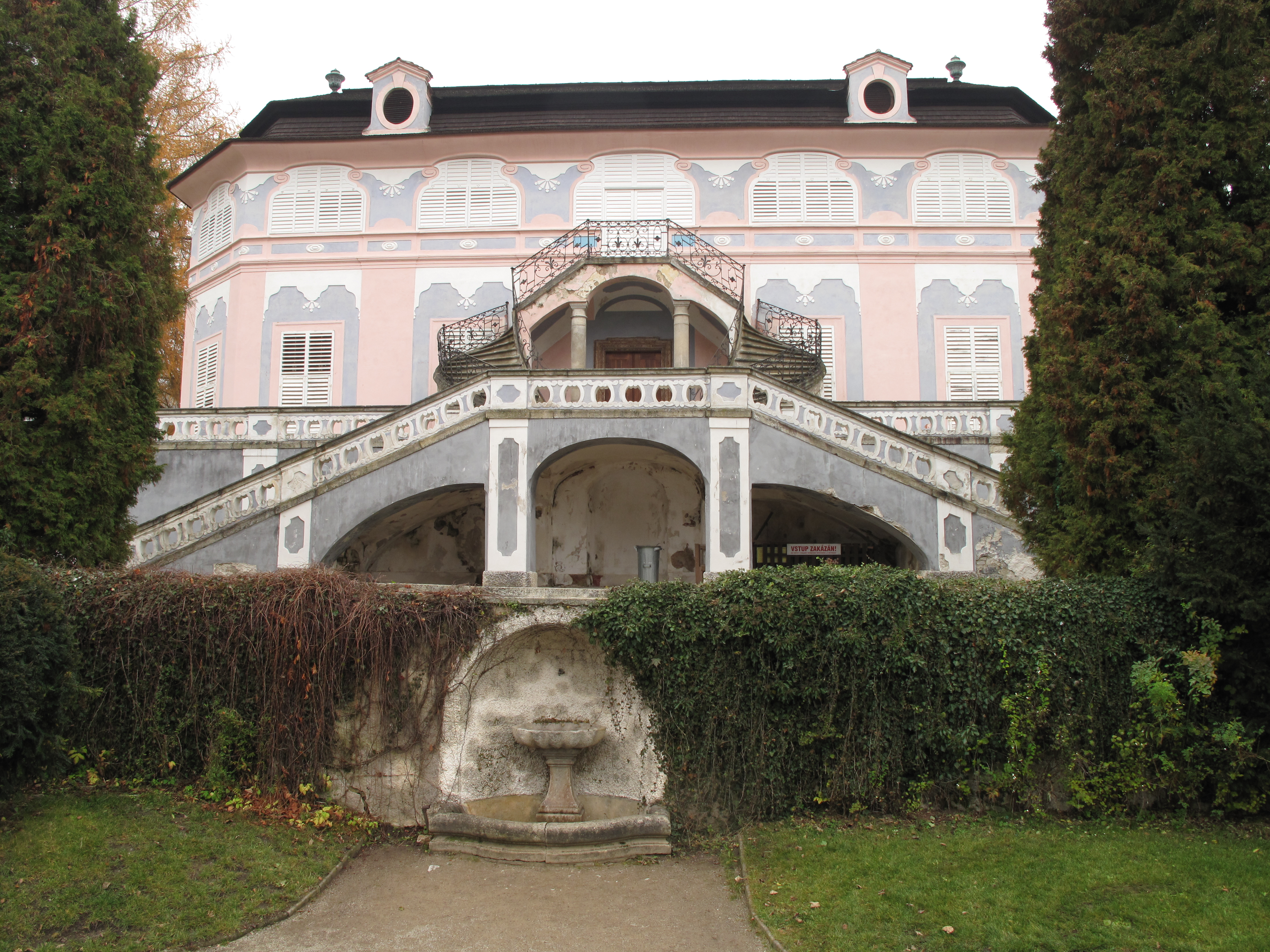
Bellarie v zámecké zahradě
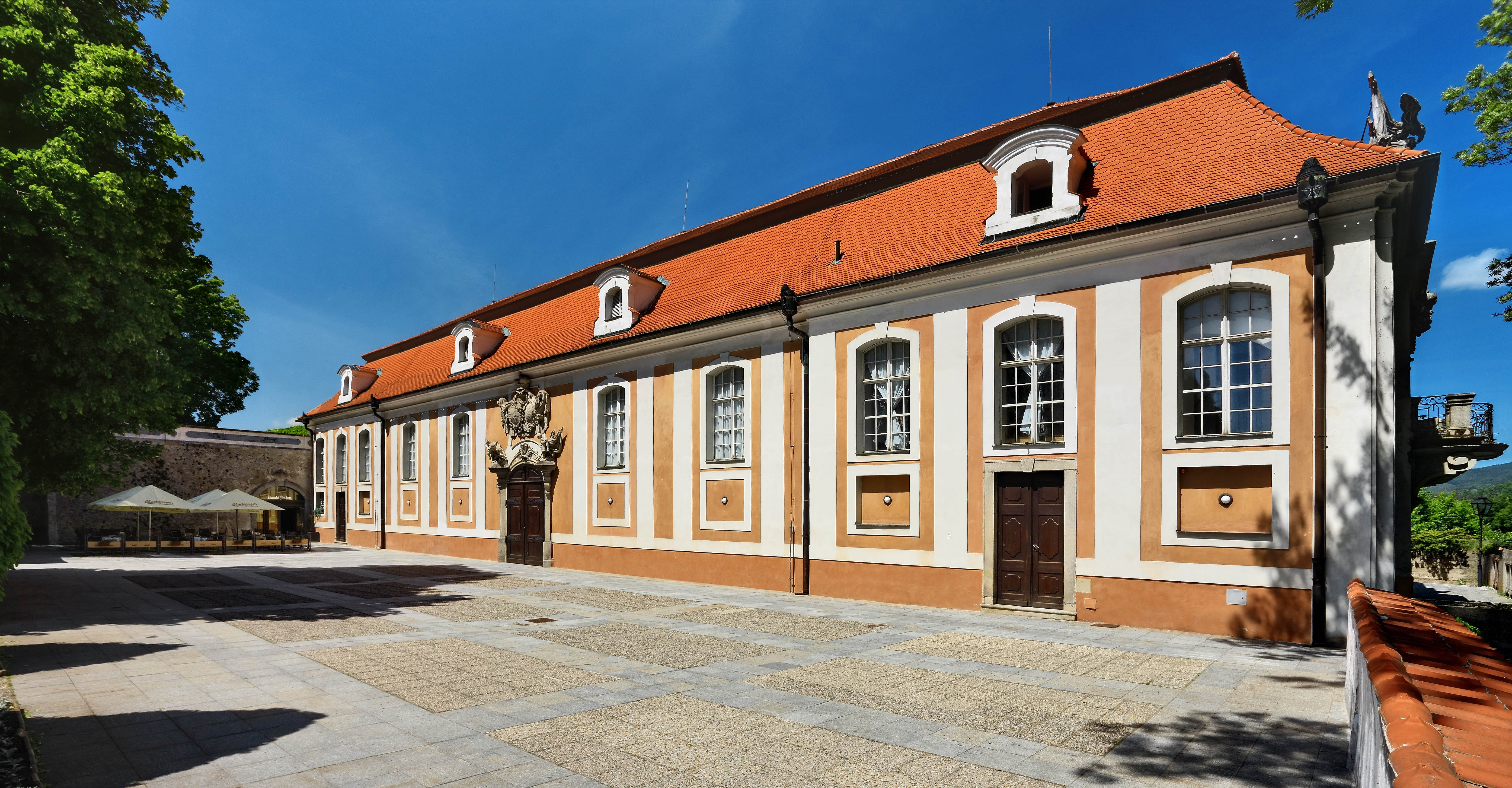
Zámecká jízdárna
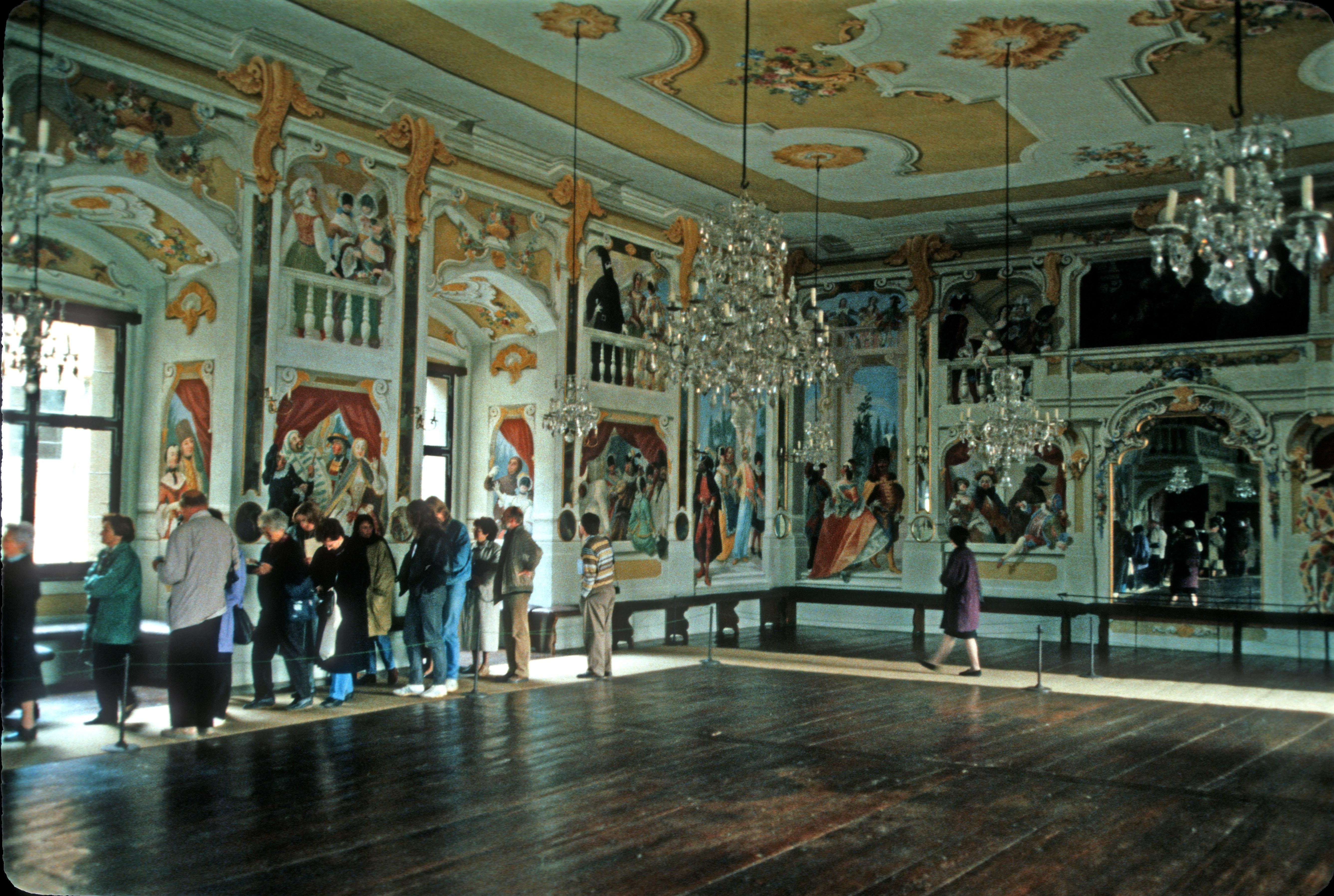
Maškarní sál v zámku
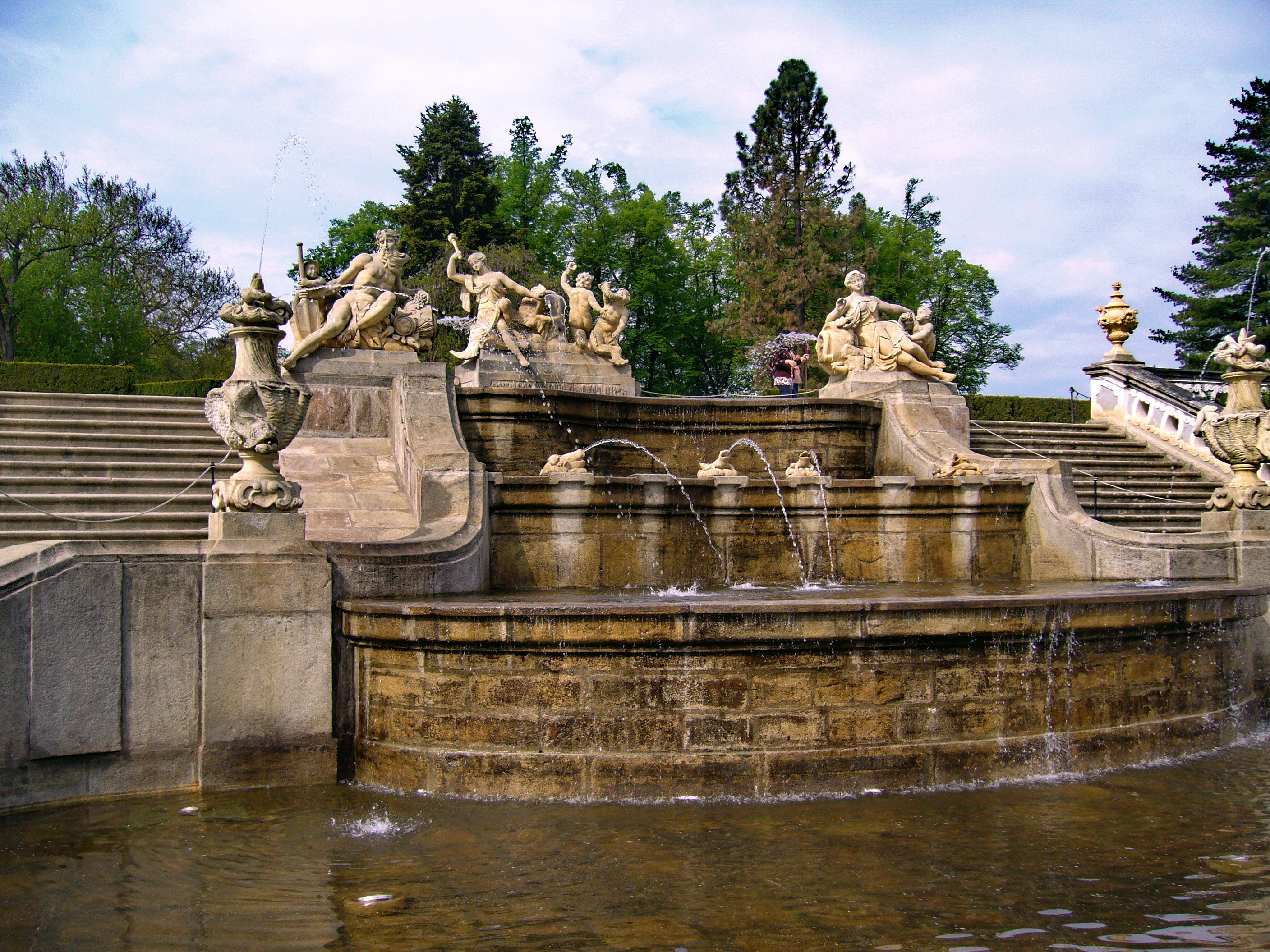
Terasa s Neptunovou kašnou v zámecké zahradě

## Galerie – ostatní místa

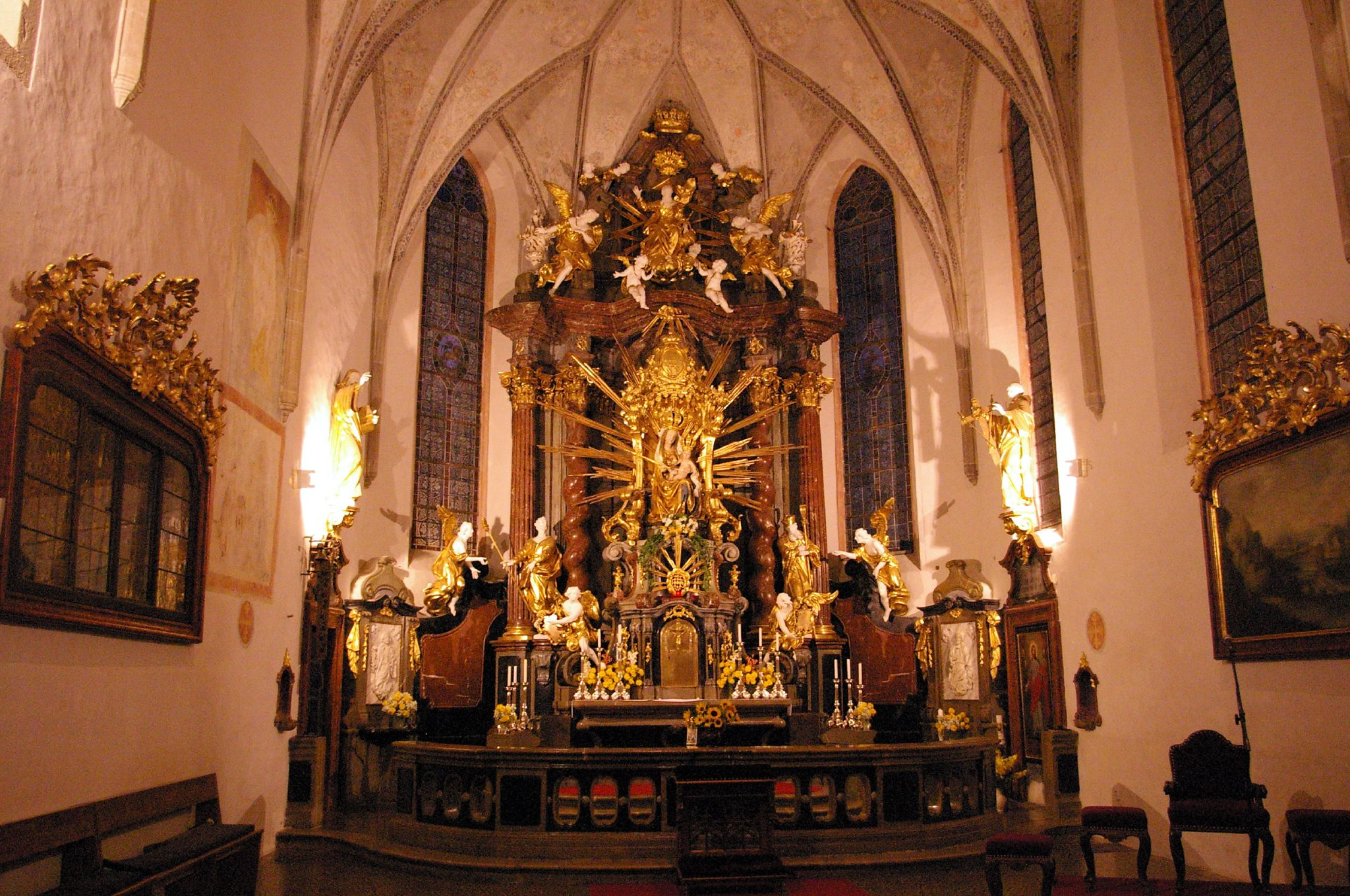
Hlavní oltář kostela Nanebevzetí Panny Marie v Kájově
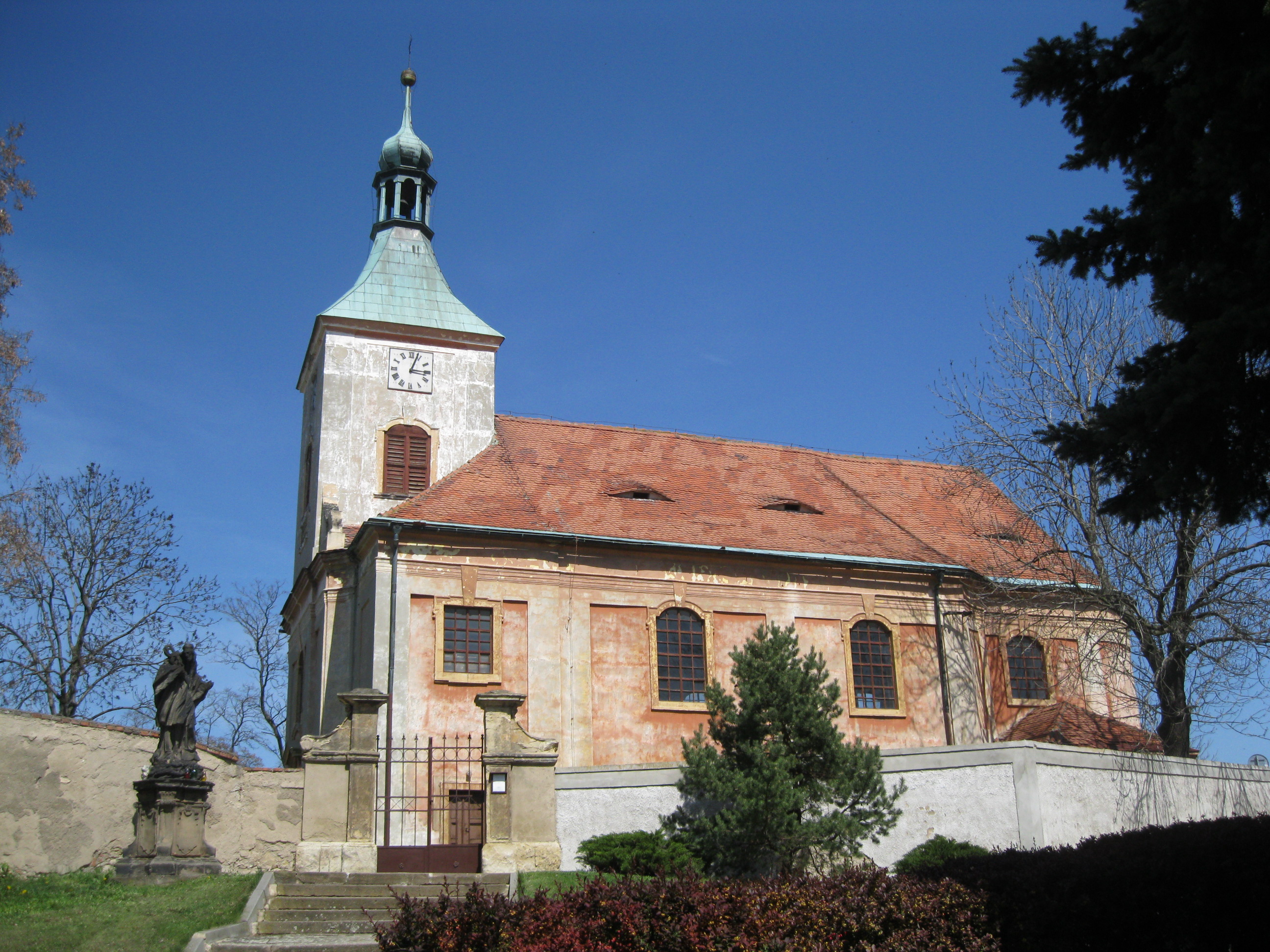
Kostel sv. Jiljí v Bečově
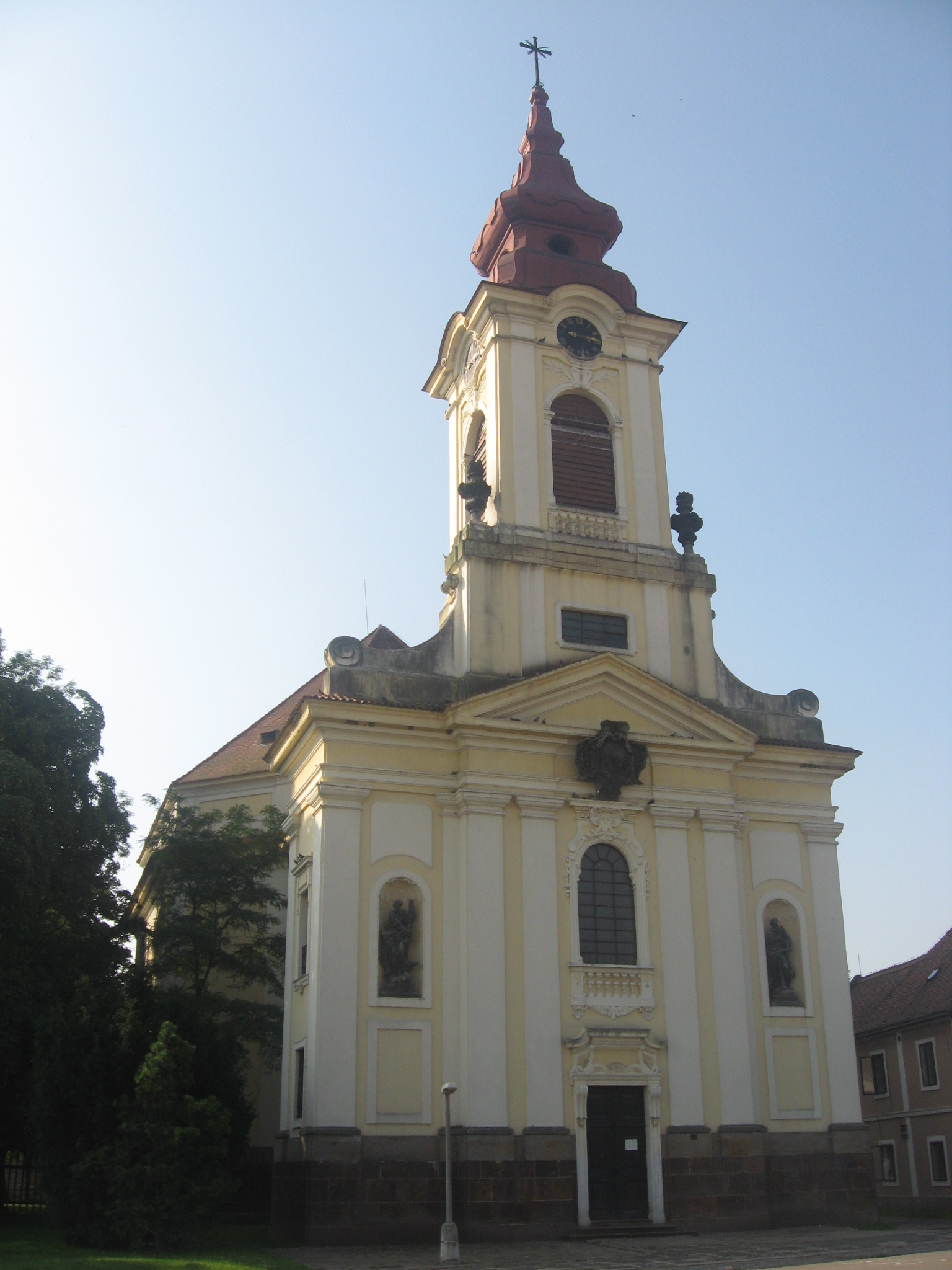
Kostel Nanebevzetí Panny Marie v Postoloprtech
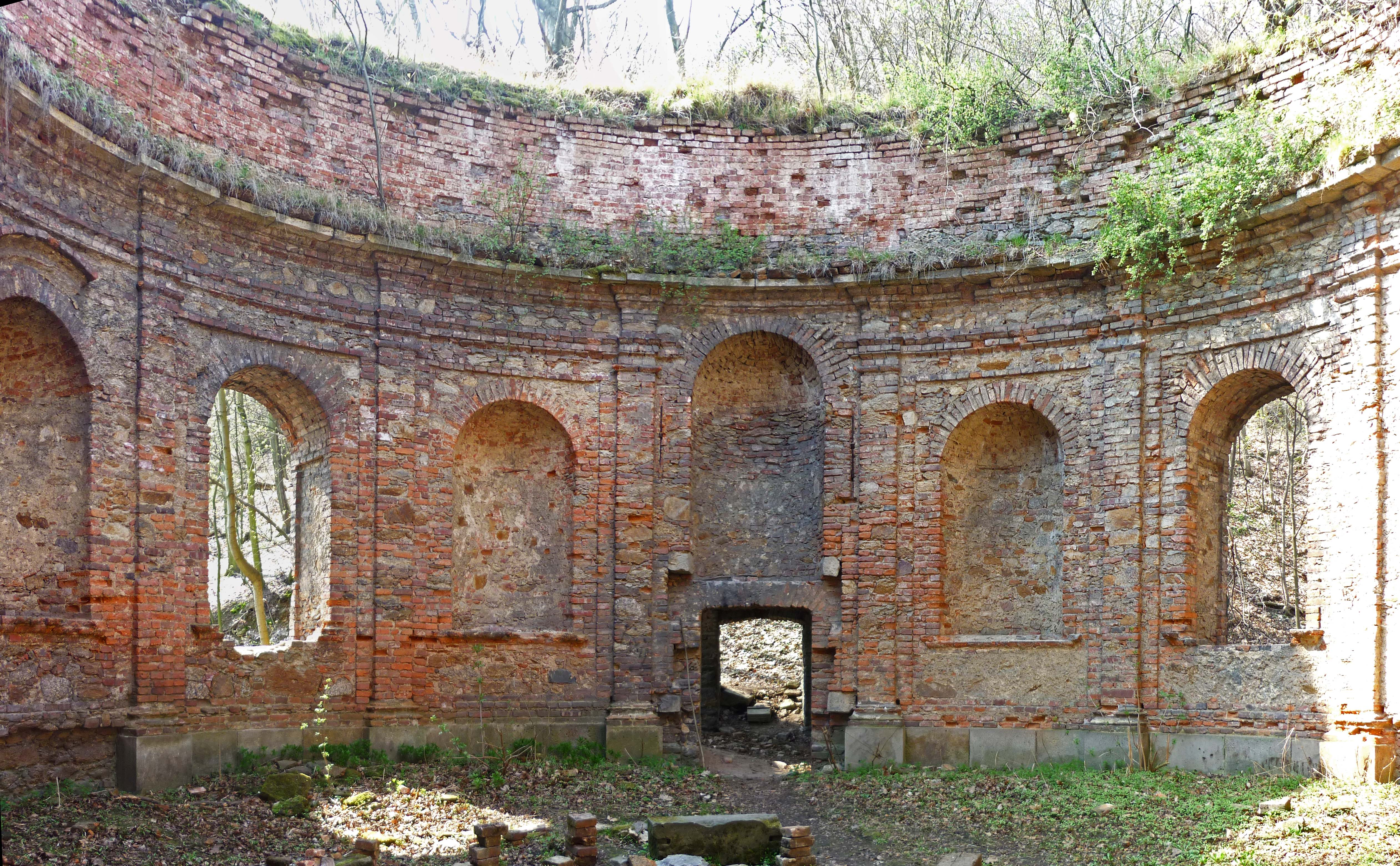
Nedostavěná hraběcí kaple u zámku Jezeří
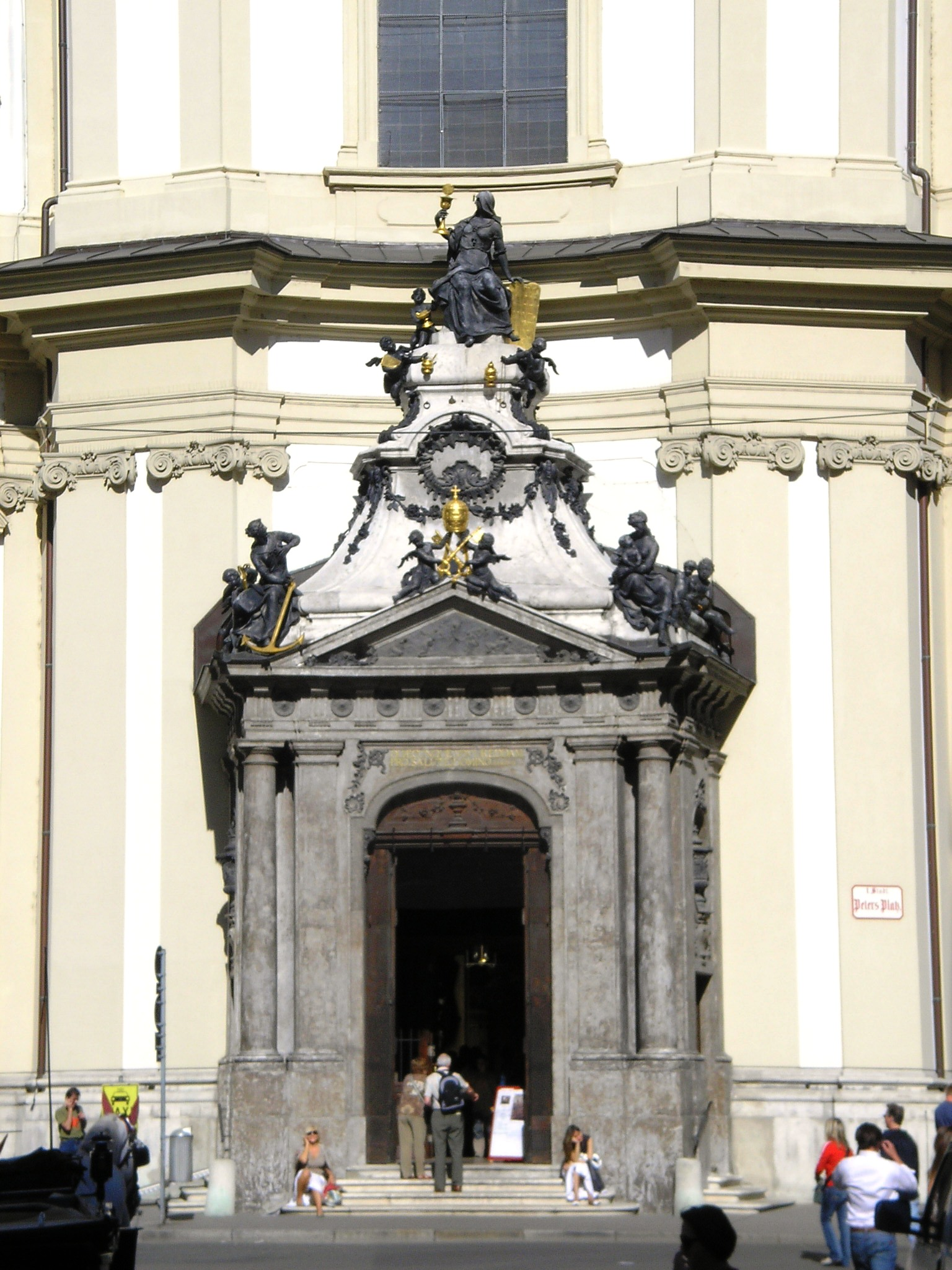
Portál kostela sv. Petra ve Vídni
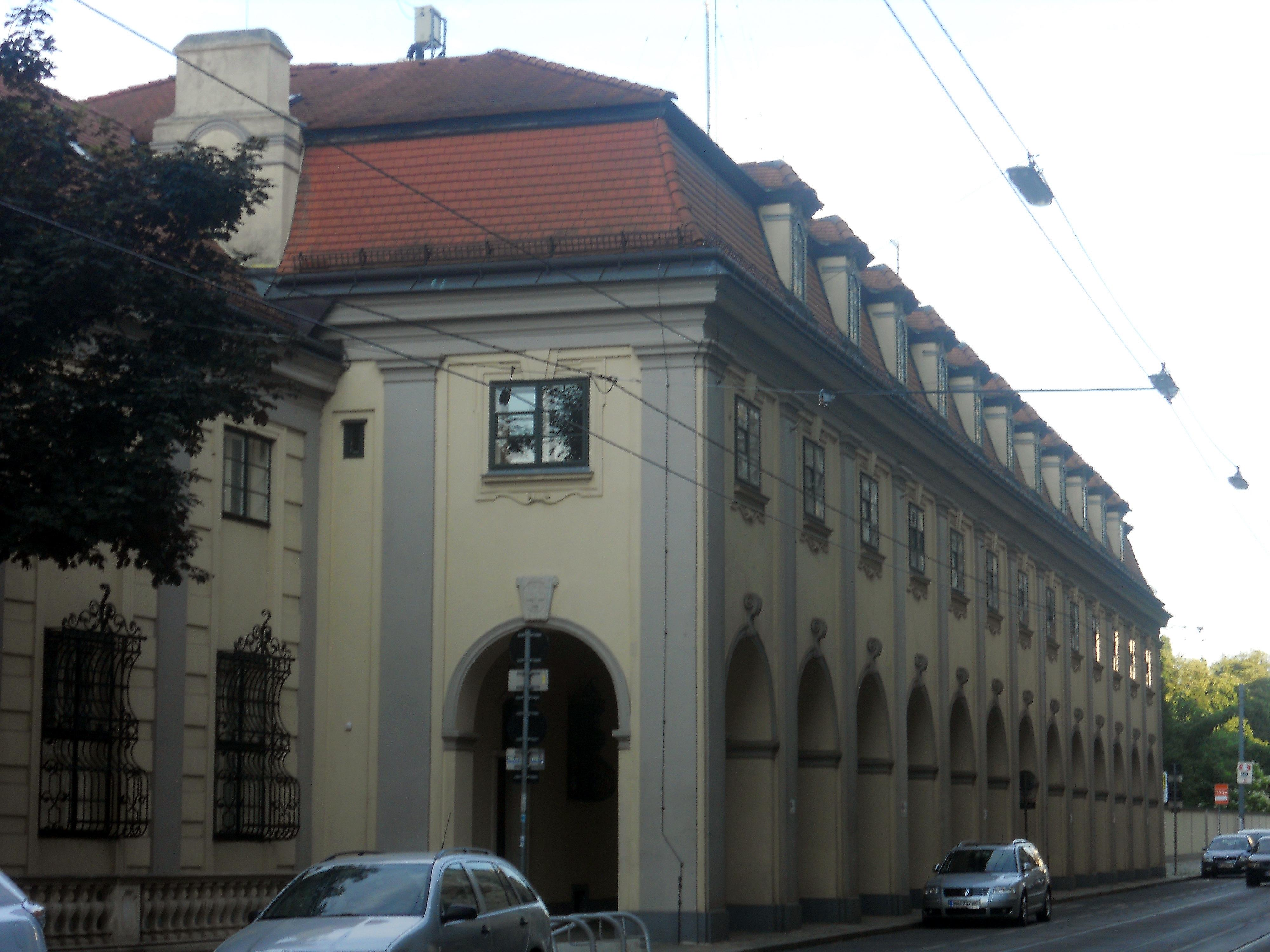
Bývalá jízdárna Schwarzenberského paláce ve Vídni, sídlo švýcarského velvyslanectví